# André Lerond
André Lerond (ur. 6 grudnia 1930 w Hawrze, zm. 8 kwietnia 2018 w Bron) – francuski piłkarz, obrońca. Brązowy medalista MŚ 58.
W 1951 był piłkarzem AS Cannes, następnie grał w Olympique Lyon (1951–1959) i Stade Français (1959–1963). W reprezentacji Francji zagrał 31 razy. Debiutował 6 października 1957 w meczu z Węgrami, ostatni raz zagrał w 1963. Wielokrotnie pełnił funkcję kapitana zespołu. Podczas MŚ 58 wystąpił we wszystkich sześciu meczach Francji w turnieju finałowym.